# Ferdinand von Verger

Ferdinand von Verger

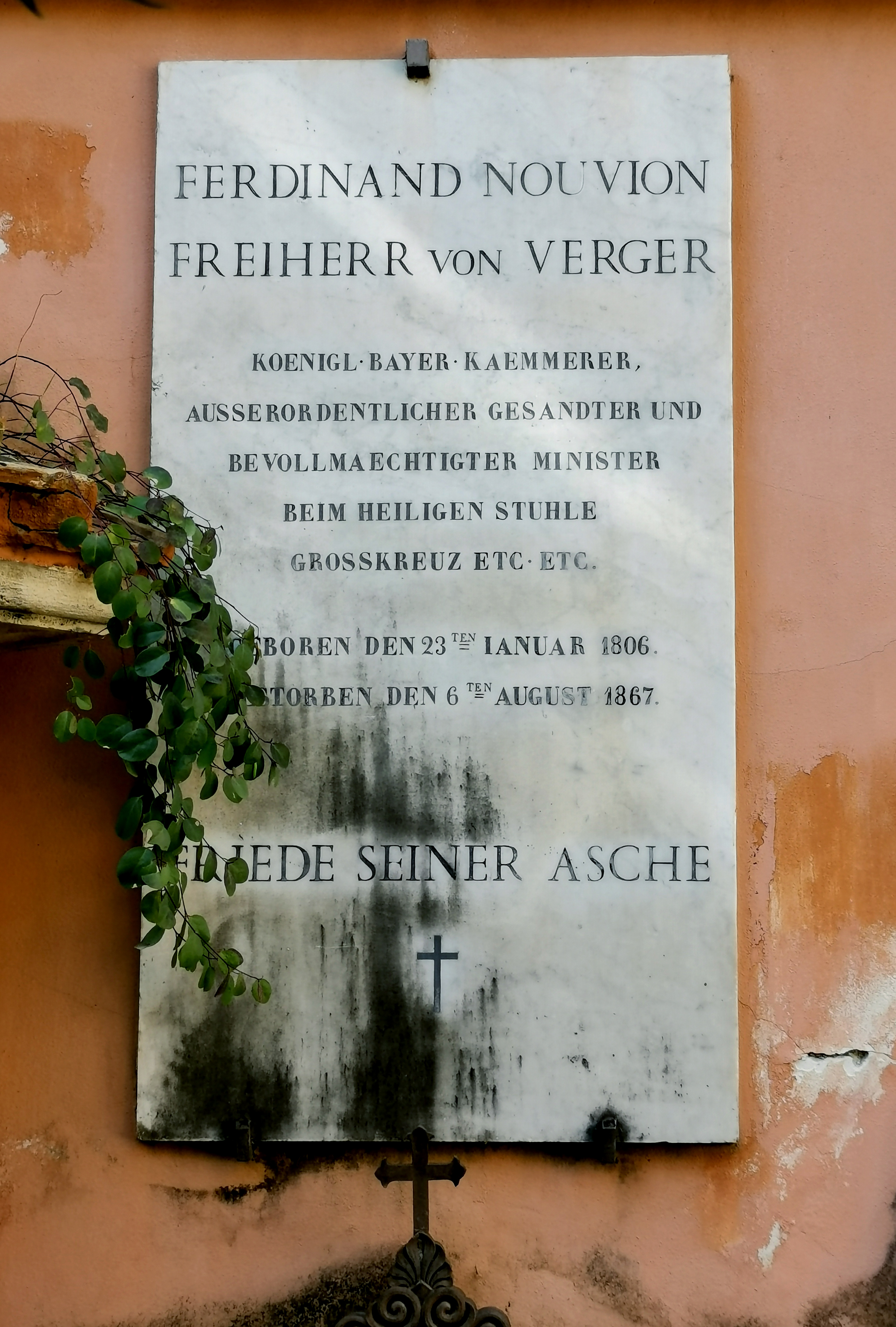
Kenotaph auf dem Campo Santo Teutonico, Rom

Freiherr Ferdinand Johann Baptist von Verger (* 23. Januar 1806 in Delsberg; † 6. August 1867 in Rom) war ein bayerischer Diplomat.

## Leben
Ferdinand (geb. Nouvion) wurde 1806 als Sohn des französischen Generals Jean-Baptiste Nouvion (1753–1825) im heute zum schweiz. Kanton Jura gehörenden Delsberg geboren. Seine Mutter war Marie Louise Verger; 1824 wurde er von seinem kinderlosen Onkel Johann Baptist von Verger (1762–1851), dem damaligen bayerischen Gesandten in der Schweiz adoptiert und kam so in den bayerischen Staatsdienst. Nach dem Gymnasialabschluss 1822 am (heutigen) Wilhelmsgymnasium München studierte er an der Universität Lanshut, wo er 1825 als Renonce im Corps Isaria aktiv wurde und später Renoncenphilister war.
Nach Stationen als Legationssekretär ab 1833 in Berlin und ab 1835 in Wien, wurde er 1839 Geschäftsträger am sächsischen Hof in Dresden. Am 18. Mai 1840 heiratete er Anna von Provenchères, mit der er drei Töchter hatte: Louise (* 1841), Caroline (* 1842) und Anna (* 1846).
Erst von Juli 1841 bis Dezember 1843, dann erneut von Februar 1845 bis November 1854 war er bayerischer Gesandter in der Schweiz, unterbrochen von einer Entsendung an den badischen Hof in Karlsruhe.
Ab dem 25. November 1854 war er bayerischer Ministerresident beim Heiligen Stuhl in Rom und gleichzeitig akkreditiert am sardinischen Hof in Turin und dem sizilianischen Hof in Neapel. Von Verger starb 1867 im Alter von 61 Jahren in Rom.